# 藤原基長
藤原 基長（ふじわら の もとなが）は、平安時代中期から後期にかけての貴族。藤原北家御堂流、内大臣・藤原能長の長男。官位は正二位・権中納言。

## 経歴
後冷泉朝の天喜3年（1055年）叙爵し、翌天喜4年（1056年）侍従に任官する。天喜5年（1057年）右近衛少将に遷ると、康平6年（1063年）従四位下、治暦3年（1067年）右近衛権中将、治暦4年（1068年）正月に従四位上と近衛次将を務めながら昇進を重ねる。
同年7月に後三条天皇の即位に伴って正四位下に昇叙されると、同年12月に蔵人頭に補される。のち、治暦5年（1069年）従三位次いで正三位、延久2年（1070年）従二位と、後三条天皇の側近として権勢を奮った父・藤原能長の譲りを受けて急速に昇進を果たした。
白河朝初頭においても、延久4年（1072年）参議、延久5年（1073年）正二位と昇進を続け、議政官として引き続き近衛中将を兼帯した。しかし、承暦4年（1080年）位階が下位（従二位）であった藤原宗俊・源師忠・藤原伊房に権中納言昇進で先を越されると、基長は出仕を止めてしまい、承暦5年（1081年）10月に不出仕を原因として職封を止められる。翌永保2年（1082年）正月に権中納言に昇進するが、同年11月に後ろ盾であった父の内大臣・藤原能長を喪った。
応徳2年（1085年）春宮・実仁親王が没する。後三条天皇は実仁親王のあとは同母弟の輔仁親王を立てるように遺言していたが、白河天皇はこの遺言を無視して、応徳3年（1086年）実子の善仁親王（堀河天皇）を春宮に立て、その日のうちに譲位してしまった。これに際して、基長は輔仁親王を支持したために天皇の不興を買ってしまう。その後、基長は兼官を帯びないまま約9年に亘って権中納言のみを務めた。寛治5年（1091年）権中納言を辞任と同時に弾正尹に任ぜられ、以降はこれのみを帯びている。
承徳2年（1099年）12月26日に出家。嘉承2年（1107年）11月21日に薨去。享年65。

## 官歴
『公卿補任』による。
- 天喜3年（1055年） 4月26日：従五位下（皇后宮臨時給）
- 天喜4年（1056年） 2月：侍従
- 天喜5年（1057年） 2月30日：右近衛少将、去侍従[3]
- 天喜6年（1058年） 正月6日：従五位上（少将労）
- 康平2年（1059年） 2月15日：備後介[3]
- 康平4年（1061年） 正月5日：正五位下
- 康平6年（1063年） 正月5日：従四位下（少将労）
- 治暦3年（1067年） 2月6日：右近衛権中将
- 治暦4年（1068年） 正月6日：従四位上。7月21日：正四位下（御即位、能長卿譲、前坊大夫賞云々）。12月29日：蔵人頭（頭中将）
- 治暦5年（1069年） 正月27日：近江介。6月19日：従三位（能長卿譲）。8月16日：正三位（同譲、閑院行幸賞）
- 延久2年（1070年） 2月17日：左近衛権中将。8月23日：従二位（能長卿譲、春日行幸賞）
- 延久4年（1072年） 2月1日：兼周防権守。12月2日：参議、中将権守如元
- 延久5年（1073年） 4月30日：正二位（行幸一院賞、能長卿譲）
- 承保4年（1077年） 正月29日：兼伊予権守
- 承暦4年（1080年） 8月22日：兼右近衛中将
- 承暦5年（1081年） 10月26日：依不出仕被停職封
- 永保2年（1082年） 正月21日：権中納言
- 寛治5年（1091年） 正月：弾正尹、止権中納言
- 承徳2年（1099年） 12月26日：出家
- 嘉承2年（1107年） 11月21日：薨去[4]

## 系譜
『尊卑分脈』による。
- 父：藤原能長
- 母：源済政の娘
- 妻：藤原基貞の娘
- 男子：藤原実兼 - 藤原信家の養子
- 生母不明の子女
  - 男子：禅任
  - 男子：覚顕
  - 男子：道覚